# Negayan tridentata
Negayan tridentata là một loài nhện trong họ Anyphaenidae.
Loài này thuộc chi Negayan. Negayan tridentata được Eugène Simon miêu tả năm 1886.